# Élection à la direction du Parti travailliste britannique de 2015
L'élection à la direction du Parti travailliste de 2015 a eu lieu du 14 août au 12 septembre 2015 pour élire le nouveau chef du Parti travailliste à la suite de la démission d'Ed Miliband après la défaite du parti lors des élections générales de mai 2015.
Quatre candidats sont qualifiés pour participer au scrutin : Andy Burnham, Yvette Cooper, Jeremy Corbyn et Liz Kendall. Le vote a lieu du 14 août au 10 septembre et les résultats sont annoncés le 12 septembre 2015. Le scrutin se déroule au moyen du vote alternatif et est ouvert aux membres du Parti travailliste et aux soutiens enregistrés. 
Jeremy Corbyn, issu de l'aile gauche du parti et qui mène à l'origine une candidature de témoignage, ne rassemblant qu'à la dernière minute les soutiens pour pouvoir se présenter, est élu avec une importante majorité de 59,5 % des voix dès le premier compte.

## Procédure
L'élection se tient selon les nouvelles règles proposées par Ray Collins. 
Pour participer au scrutin, il faut le soutien de 15 % des députés soit 35 parlementaires.
Désormais, la règle est "un membre = une voix" alors que le vote était auparavant pondéré en fonction du collège électoral (députés et députés européens, adhérents du parti et soutiens affiliés). Le scrutin se tient avec un vote alternatif. 
Il y a 3 collèges électoraux : les adhérents du parti, les soutiens enregistrés et les soutiens affiliés.

## Candidats
| Candidat      | Circonscription                      | Fonction                                                                          |
| ------------- | ------------------------------------ | --------------------------------------------------------------------------------- |
| Andy Burnham  | Leigh                                | Secrétaire d'État à la Santé du cabinet fantôme (2011–2015)                       |
| Yvette Cooper | Normanton, Pontefract and Castleford | Secrétaire d'État à l'Intérieur du cabinet fantôme (2011–2015)                    |
| Liz Kendall   | Leicester West                       | Secrétaire d'État aux soins et aux personnes âgées du cabinet fantôme (2011–2015) |
| Jeremy Corbyn | Islington North                      | Député                                                                            |

## Campagne
S'ouvrant lors de la démission d'Ed Miliband à la suite de la défaite des travaillistes lors des élections générales, la campagne connaît deux phases. Avant le dépôt officiel des candidatures, Andy Burnham semble être le favori et fait la course en tête dans les enquêtes d'opinion. La fin du dépôt officiel des candidatures, où, pour avoir le droit de se présenter, il fallait recevoir le soutien de 15 % des députés du Parti travailliste, soit 35 députés, laisse finalement émerger quatre candidats : Burnham, Cooper, Kendall et Corbyn, qui obtient de justesse les parrainages. 
Après ce moment, et au fil des débats qui rythment la campagne, Corbyn recueille un succès sans cesse croissant tant auprès du public que des militants travaillistes, et le parti travailliste voit croître son nombre d'adhérents comme il ne l'avait pas connu depuis longtemps. Parallèlement, Corbyn reçoit le soutien des principaux syndicats affiliés au parti travailliste, et vire en tête des intentions de vote.
Jeremy Corbyn est finalement élu dès le premier compte des voix, totalisant près de 60 % de celles-ci, bien au-delà de ce que prédisaient les enquêtes d'opinion.

## Résultats
| Candidat | Candidat      | Adhérents du parti | Adhérents du parti | Soutiens enregistrés | Soutiens enregistrés | Soutiens affiliés | Soutiens affiliés | Total   | Total |
| Candidat | Candidat      | Voix               | %                  | Voix                 | %                    | Voix              | %                 | Voix    | %     |
| -------- | ------------- | ------------------ | ------------------ | -------------------- | -------------------- | ----------------- | ----------------- | ------- | ----- |
|          | Jeremy Corbyn | 121 751            | 49,59              | 88 449               | 83,76                | 41 217            | 57,61             | 251 417 | 59,5  |
|          | Andy Burnham  | 55 698             | 22,69              | 6 160                | 5,83                 | 18 604            | 26,00             | 80 462  | 19,0  |
|          | Yvette Cooper | 54 470             | 22,18              | 8 415                | 7,97                 | 9 043             | 12,64             | 71 928  | 17,0  |
|          | Liz Kendall   | 13 601             | 5,54               | 2 574                | 2,44                 | 2 682             | 3,75              | 18 857  | 4,5   |

## Analyse
Le chercheur Fabien Escalona relève que « c’est le mécanisme de primaire ouverte, conçu par les modernisateurs comme un moyen de diluer l’influence des responsables et des activistes les plus « archaïques », qui aura favorisé l’ascension de l’un d’entre eux à la tête du parti ». Alex Nunns, dans Le Monde diplomatique, identifie trois groupes d'électeurs importants ayant mené à son élection : les jeunes, politisés par le débat autour des frais d'université, les participants du mouvement antiguerre et le monde syndical. Fabien Escalona indique que « même si des militants d’âge mûr sont aussi mobilisés derrière Corbyn, il est incontestable que sa dynamique a pris appui sur des jeunes générations de militants dotés d’un haut niveau d’instruction, mais en butte à la précarité matérielle et révoltés contre l’absence de réelle alternative » : il s'agit selon lui d'un phénomène similaire au « mouvement lancé par Bernie Sanders » aux États-Unis, à « l’ascension de Podemos et des candidatures citoyennes » en Espagne, à « l’irruption du Mouvement 5 étoiles » en Italie, au « surgissement des Pirates et la progression heurtée du mouvement « rouge-vert » » en Islande, ou encore « à l’inattendu mouvement « Nuit debout » en France ».